# North Bromsgrove
North Bromsgrove var en civil parish från 1894 till 1933 då den blev en del av Bromsgrove, Dodford with Grafton, Romsley, Belbroughton, Tutnall and Cobley och Alvechurch, i grevskapet Worcestershire, i England. Denna civil parish var belägen 14 km från Kidderminster och hade 10 981 invånare år 1931. North Bromsgrove var ett distrikt från 1894 till 1933 då den blev en del av Bromsgrove UD och Bromsgrove RD.